# Chot´kowo
Chot´kowo (ros. Хотьково) – miasto w Rosji, w obwodzie moskiewskim, 60 km na północny wschód od Moskwy. W 2020 liczyło 21 tys. mieszkańców.
W mieście znajduje się żeński monaster Opieki Matki Bożej, jeden z najstarszych prawosławnych klasztorów w regionie moskiewskim.